# 뉴햄프셔주의 대학 목록
다음은 미국 뉴햄프셔주의 대학 목록이다.
- 뉴햄프셔 대학교
- 다트머스 대학교

## 같이 보기
- 미국의 대학 목록
- 대학 목록